# CD Universidad César Vallejo
Universidad César Vallejo is een Peruviaanse voetbalclub uit Trujillo. De club werd opgericht op 6 januari 1996. De thuiswedstrijden worden in het Estadio Mansiche gespeeld, dat plaats biedt aan 25.000 toeschouwers. De clubkleuren zijn lichtblauw-zwart.

## Erelijst
- Segunda División:

2018
- Beker van Peru:

2003